# بطولة العالم للأندية لكرة اليد رجال 2010
بطولة العالم للأندية لكرة اليد التي تستضيفها قطر في الفترة من 17 مايو إلي 21 مايو .و يشارك في البطولة ستة أندية هي:-
- بطل أوروبا:  سيوداد ريال ( إسبانيا )
- بطل أفريقيا:  الزمالك ( مصر )
- منظم البطولة:  السد ( قطر ) ( المطعم بثمانية محترفين علي رأسهم الكرواتي هداف بطولة العالم و الدانماركي أفضل حراس العالم )
- بطل الأمريكتين: [[تصنيف:صفحات تستخدم رمز علم غير موجود|]] أونبار ( البرازيل )
- وصيف بطل أسيا: [[تصنيف:صفحات تستخدم رمز علم غير موجود|]] السد ( لبنان )
- بطل أستراليا: [[تصنيف:صفحات تستخدم رمز علم غير موجود|]] ساذرن ستارز ( أستراليا )

## الدور التمهيدي

### المجموعة الأولى
| الدولة   | النادي                                            | لعب | فاز | تعادل | خسر | له | عليه | -\+ | النقاط |
| -------- | ------------------------------------------------- | --- | --- | ----- | --- | -- | ---- | --- | ------ |
| إسبانيا  | سيوداد ريال                                       | 2   | 2   | 0     | 0   | 68 | 41   | 27  | 4      |
| مصر      | الزمالك                                           | 2   | 1   | 0     | 1   | 53 | 57   | 4-  | 2      |
| البرازيل | [[تصنيف:صفحات تستخدم رمز علم غير موجود\|]] أونبار | 2   | 0   | 0     | 2   | 48 | 71   | 23- | 0      |

| سيوداد ريال | 28 - 22 | الزمالك |
| ----------- | ------- | ------- |
|             |         |         |

| سيوداد ريال | 40 - 19 | [[تصنيف:صفحات تستخدم رمز علم غير موجود\|]] أونبار |
| ----------- | ------- | ------------------------------------------------- |
|             |         |                                                   |

| الزمالك | 31 - 29 | [[تصنيف:صفحات تستخدم رمز علم غير موجود\|]] أونبار |
| ------- | ------- | ------------------------------------------------- |
|         |         |                                                   |

### المجموعة الثانية
| الدولة   | النادي                                                 | لعب | فاز | تعادل | خسر | له | عليه | -\+ | النقاط |
| -------- | ------------------------------------------------------ | --- | --- | ----- | --- | -- | ---- | --- | ------ |
| قطر      | السد                                                   | 2   | 2   | 0     | 0   | 66 | 35   | 31  | 4      |
| لبنان    | [[تصنيف:صفحات تستخدم رمز علم غير موجود\|]] السد        | 2   | 1   | 0     | 1   | 51 | 49   | 2   | 2      |
| أستراليا | [[تصنيف:صفحات تستخدم رمز علم غير موجود\|]] ساذرن ستارز | 2   | 0   | 0     | 2   | 35 | 68   | 33- | 0      |

| السد | 30 - 19 | [[تصنيف:صفحات تستخدم رمز علم غير موجود\|]] السد |
| ---- | ------- | ----------------------------------------------- |
|      |         |                                                 |

| السد | 36 - 16 | [[تصنيف:صفحات تستخدم رمز علم غير موجود\|]] ساذرن ستارز |
| ---- | ------- | ------------------------------------------------------ |
|      |         |                                                        |

| السد [[تصنيف:صفحات تستخدم رمز علم غير موجود\|]] | 32 - 19 | [[تصنيف:صفحات تستخدم رمز علم غير موجود\|]] ساذرن ستارز |
| ----------------------------------------------- | ------- | ------------------------------------------------------ |
|                                                 |         |                                                        |

## الدور قبل النهائي
| سيوداد ريال | 41 - 18 | [[تصنيف:صفحات تستخدم رمز علم غير موجود\|]] السد |
| ----------- | ------- | ----------------------------------------------- |
|             |         |                                                 |

| السد | 27 - 23 | الزمالك |
| ---- | ------- | ------- |
|      |         |         |

## مباراة تحديد المركز الخامس
| أونبار [[تصنيف:صفحات تستخدم رمز علم غير موجود\|]] | 31 - 16 | [[تصنيف:صفحات تستخدم رمز علم غير موجود\|]] ساذرن ستارز |
| ------------------------------------------------- | ------- | ------------------------------------------------------ |
|                                                   |         |                                                        |

## مباراة تحديد المركز الثالث
| الزمالك | 33 - 22 | [[تصنيف:صفحات تستخدم رمز علم غير موجود\|]] السد |
| ------- | ------- | ----------------------------------------------- |
|         |         |                                                 |

## المباراة النهائية
| سيوداد ريال | 30 - 25 | السد |
| ----------- | ------- | ---- |
|             |         |      |